# Mitsubishi Starion
De Mitsubishi Starion was een sportwagen van het Japanse automerk Mitsubishi die van 1982 tot 1990 gebouwd werd. Het model werd in Noord-Amerika verkocht onder de merknamen Chrysler, Dodge en Plymouth met de modelnaam Conquest. De Starion wordt beschouwd als een van de voorlopers van de moderne turbogeladen sportwagen en was zeer succesvol in het rallyracen.

## Varianten

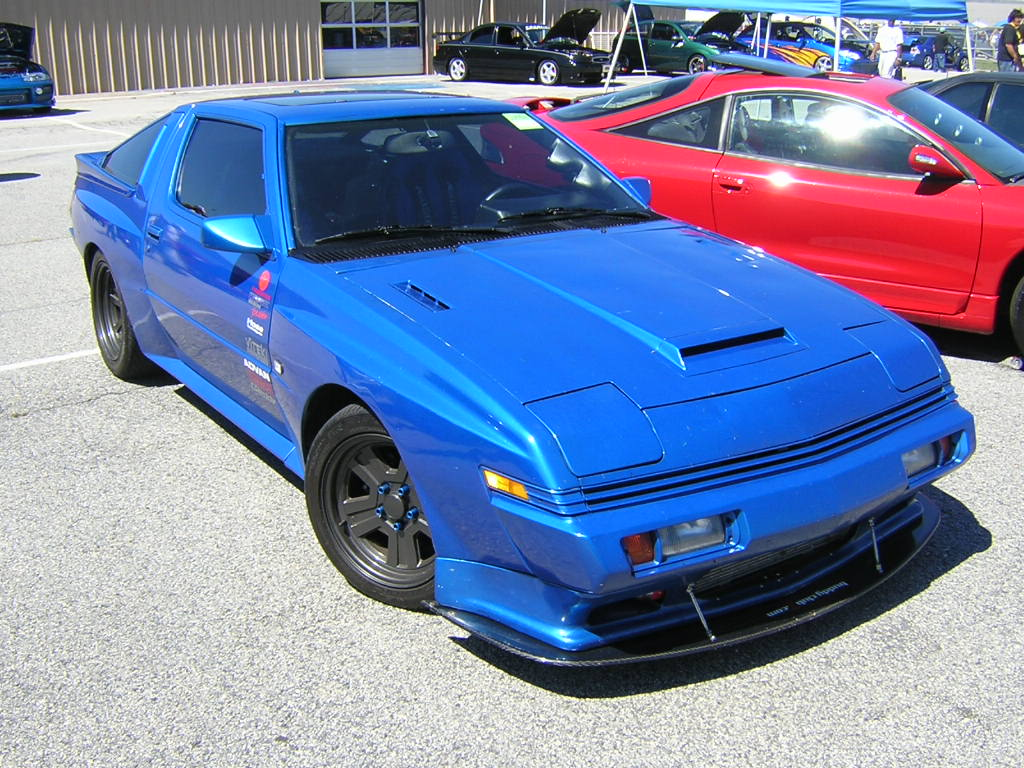
Licht aangepaste Starion.

De Mitsubishi Starion werd gebouwd in twee varianten: een smaller sportmodel en een breder "R" rallymodel. Daarbij kwam hij met een 2,0 liter turbogeladen vier-in-lijnmotor. Er was ook een 2,6 liter 4-in-lijn die in de Verenigde Staten standaard was. Verder hadden de markten Australië, Europa, Japan en de VS elk aparte uitrustingsniveaus. In de VS werd de Starion vanaf 1984 ook onder de merknamen van Chrysler verkocht met de naam Conquest. Van 1984 tot 1986 bestonden aldus de Dodge Conquest en de Plymouth Conquest en van 1987 tot 1989 de Chrysler Conquest. 